# Michiel Braam

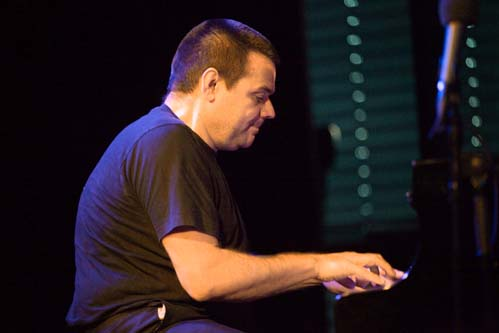
Bild Tom Beetz

Michiel Braam (* 17. Mai 1964 in Nijmegen) ist ein niederländischer Jazzpianist und Komponist.

## Leben und Wirken
Braam studierte am ArtEZ-Konservatorium in Arnhem, wo er Koordinator für Jazz & Pop ist. Im Jahr 1986 gründete er zwei Bands, die Bik Bent Braam (mit Angelo Verploegen, Eric Boeren, Wolter Wierbos, Peter Haex, Carl Ludwig Hübsch, Jan Willem van der Ham, Bart van der Putten, Frans Vermeerssen, Peter van Bergen, Frank Gratkowski, Jörg Brinkmann und Michael Vatcher) und Bentje Braam.
1987 bekam Michiel Braam einen Kompositionsauftrag vom niederländischen Rundfunk (NOS). Er schrieb ein Stück für vier Klarinetten und Piano mit dem Titel Cows and Beasts. Die Ausführenden waren neben Braams am Piano die Klarinettisten Ab Baars, Theo Jörgensmann, Michael Moore und Louis Sclavis. 1989 folgte das Trio BraamDeJoodeVatcher (mit Wilbert de Joode und Michael Vatcher) und 2005 eBraam (vorher Wurli Trio genannt), mit Pieter Douma und Dirk-Peter Kölsch, und 2011 Michiel Braam's Hybrid 10tet (eBraam, klassisches Streichquartett Matangi, Nils Wogram, Taylor Ho Bynum und Carl Ludwig Hübsch). Seit 2015 leitet Braam eine dritte Trio, genannt Nosa Otrobanda, die vor allem auf den Antillen Walzer spezialisiert ist.
Gemeinsam mit Frans Vermeerssen leitet er das Sextett All Ears (mit Herb Robertson, Frank Gratkowski, Wilbert de Joode und Michael Vatcher). Daneben arbeitet er auch mit Musikern wie Louis Sclavis, George Lewis, Benjamin Herman, Han Bennink, Michael Moore, Ab Baars, Bo van de Graaf, Conny und Hannes Bauer und Steve Argüelles.

## Preise und Auszeichnungen
1988 erhielt er den Podiumpreis. 1997 wurde er mit dem wichtigsten Jazzpreis der Niederlande, dem Boy-Edgar-Preis, geehrt.

## Diskographische Hinweise
- Oeps! (Soloalbum, 1989)
- Bentje Braam (1990)
- Rompiendo La Rutina (European Danzón Orchestra, 1991)
- Howdy! (Bik Bent Braam, 1993)
- Jazzs (Two Penguins in the desert, 1994)
- One For Rahsaan (Frans Vermeerssen Quintet, 1995)
- Het XYZ der Bik Bent Braam (1996)
- Niet met de deuren slaan (Bo’s Art Trio, 1997)
- Monk Materials (Trio BraamDeJoodeVatcher, 1990) / Playing the second Coolbook (Bentje Braam, 1998)
- Zwart Wit (Bik Bent Braam, 1999)
- 13 (Bik Bent Braam, 2000)
- Colors (Trio BraamDeJoodeVatcher, 2002)
- Bik Bent Braam Goes Bonsai (2002)
- Foamy Wife Hum/Line (All Ears, 2003)
- Michiel vs Braam (Soloalbum, 2004)
- Growing Pains (Bik Bent Braam, 2004)
- Cobra (Bo’s Art Trio, 2002/2004)
- Change this Song (Trio BraamDeJoodeVatcher, 2006)
- Hosting Changes (Michiel Braam’s Wurli Trio, 2006)
- Extremen (Bik Bent Braam, 2008)
- Non-Functionals (Michiel Braam’s Wurli Trio, 2008)
- Quartet (Trio BraamDeJoodeVatcher, 2009)
- Quintet (Trio BraamDeJoodeVatcher, 2010)
- On The Move (Michiel Braam’s Hybrid 10tet, 2011)
- 3 (eBraam, 2012)
- Black to White (Matangi String Quartet, 2013)
- Lucebert (Flex Bent Braam, 2013)
- Live at Novara Jazz (Olanda in Due, 2015)